# Comuna Dmîtrivka, Sovietskîi
Dmîtrivka (în ucraineană Дмитрівка) este o comună în raionul Sovietskîi, Republica Autonomă Crimeea, Ucraina, formată din satele Dmîtrivka (reședința) și Rovenka.

## Demografie
Componența lingvistică a comunei Dmîtrivka
     Rusă (66,27%)
     Ucraineană (17,47%)
     Tătară crimeeană (15,76%)
     Alte limbi (0,24%)
Conform recensământului din 2001, majoritatea populației comunei Dmîtrivka era vorbitoare de rusă (66,27%), existând în minoritate și vorbitori de ucraineană (17,47%) și tătară crimeeană (15,76%).